# 580 v. Chr.
Portal Geschichte | Portal Biografien | Aktuelle Ereignisse | Jahreskalender | Tagesartikel

◄ |
7. Jahrhundert v. Chr. |
6. Jahrhundert v. Chr. |
5. Jahrhundert v. Chr. |
►

◄ | 600er v. Chr. | 590er v. Chr. | 580er v. Chr. | 570er v. Chr. |
560er v. Chr. |
►

◄◄ | ◄ | 583 v. Chr. | 582 v. Chr. | 581 v. Chr. | 580 v. Chr. |
579 v. Chr. |
578 v. Chr. |
577 v. Chr. |
► |
►►

## Ereignisse

### Politik und Weltgeschehen
- Zwischen der griechischen Kolonie Selinunt und dem von den Elymern gegründeten Segesta auf Sizilien kommt es zu ersten kriegerischen Auseinandersetzungen.
- um 580 v. Chr.: König Battos II. erlässt einen Aufruf zur Besiedlung von Kyrene, dem hauptsächlich Peloponnesier nachkommen.

### Kultur

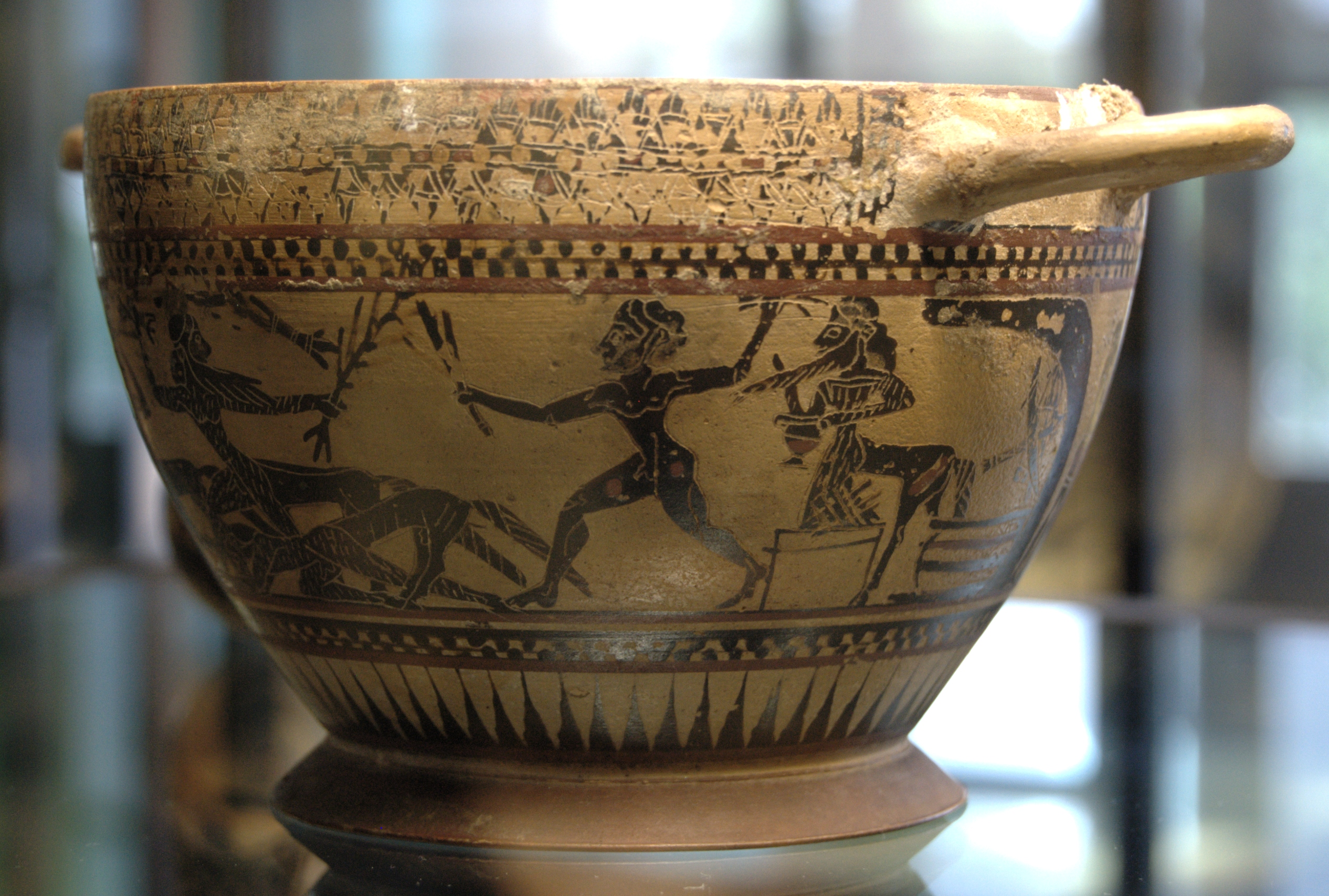
Namenvase: Herakles, Pholos und Kentauren in der Höhle des Pholos

- um 580 v. Chr.: Der Pholoe-Maler aus Korinth fertigt sein berühmtestes Werk, einen Skyphos.
- um 580 v. Chr.: In Korinth ist der Kavalkade-Maler tätig, der Werke im schwarzfigurigen Stil anfertigt.
- um 580 v. Chr.: In Korinth ist auch die Gorgoneion-Gruppe in der Vasenmalerei aktiv.
- um 580 v. Chr.: Timonidas aus Korinth ist der erste namentlich bekannte griechische Vasenmaler. Auch er ist im schwarzfigurigen Stil tätig.

## Gestorben
- um 580 v. Chr.: Alkaios von Lesbos, griechischer Lyriker (* um 630 v. Chr.)